# Mad Season

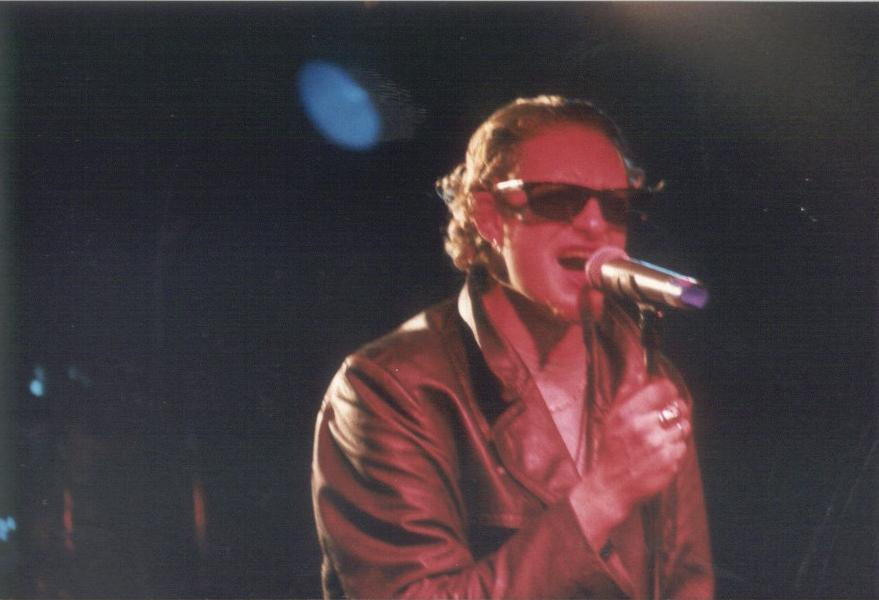
Layne Staley

Mad Season var en amerikansk supergrupp från Seattle, Washington. Bandet bildades 1994 då gitarristen Mike McCready från Pearl Jam träffade basisten John Baker Saunders på en drogrehabiliteringsklinik. McCready ringde upp Alice in Chains sångare Layne Staley och frågade om han var intresserad av att spela ett gig om några dagar med honom, Saunders och trummisen Barret Martin från Screaming Trees. Staley tackade ja och gruppen steg in på scenen som The Gacy Bunch den 16 oktober 1994 på Crocodile Cafe utan att ha några färdiga låtar.
Bandet ändrade sedan namn till Mad Season och gav ut sitt första och enda studioalbum Above i mars 1995 från vilket man hämtade singeln "River of Deceit". På några av låtarna gästar Mark Lanegan från Screaming Trees med sång och Skerik med slagverk och saxofon. Bandet spelade live på Eddie Vedders Self pollution radio som direktsändes den 8 januari 1995. Den 29 april 1995 spelade de för utsålda hus på The Moore Theater i Seattle. Konserten filmades och finns utgiven som Live at the Moore på VHS där även låtarna från radiosändningen (som finns filmade) är med. Några ytterligare spelningar ägde rum, bland annat på nyårsafton 1995-96. Bandet upplöstes 1997 då Staleys försämrade hälsa gjorde att han tackade nej till fortsatt arbete. Den 2 april 2013 gavs Above ut i en nyutgåva som bland annat innehåller Live at the Moore.